# Descansa en pau (pel·lícula)
Descansa en pau (títol original en noruec, Håndtering av udøde) és una pel·lícula de misteri i de terror del 2024, dirigida per Thea Hvistendahl a partir d'un guió de la mateixa Hvistendahl i de John Ajvide Lindqvist, basada en la novel·la homònima de Lindqvist. És protagonitzada per Renate Reinsve, Bjørn Sundquist, Bente Børsum, Anders Danielsen Lie, Bahar Pars i Inesa Dauksta. S'ha subtitulat al català.
Es va exhibir per primer cop al Festival de Cinema de Sundance el 20 de gener de 2024 i es va estrenar als cinemes de Noruega el 9 de febrer de 2024. Va guanyar el Méliès d'Or de 2024.